# Ford EcoSport
Ford EcoSport este un SUV crossover subcompact, construit inițial în Brazilia de Ford Brazilia din 2003 la uzina Camaçari. O a doua generație a fost lansată în 2012, care este asamblată la Craiova în România, dar și în alte țări precum India, Thailanda și Rusia. Vehiculul a intrat pe piața nord-americană pentru prima dată în 2018.

## Prima generație (2003)

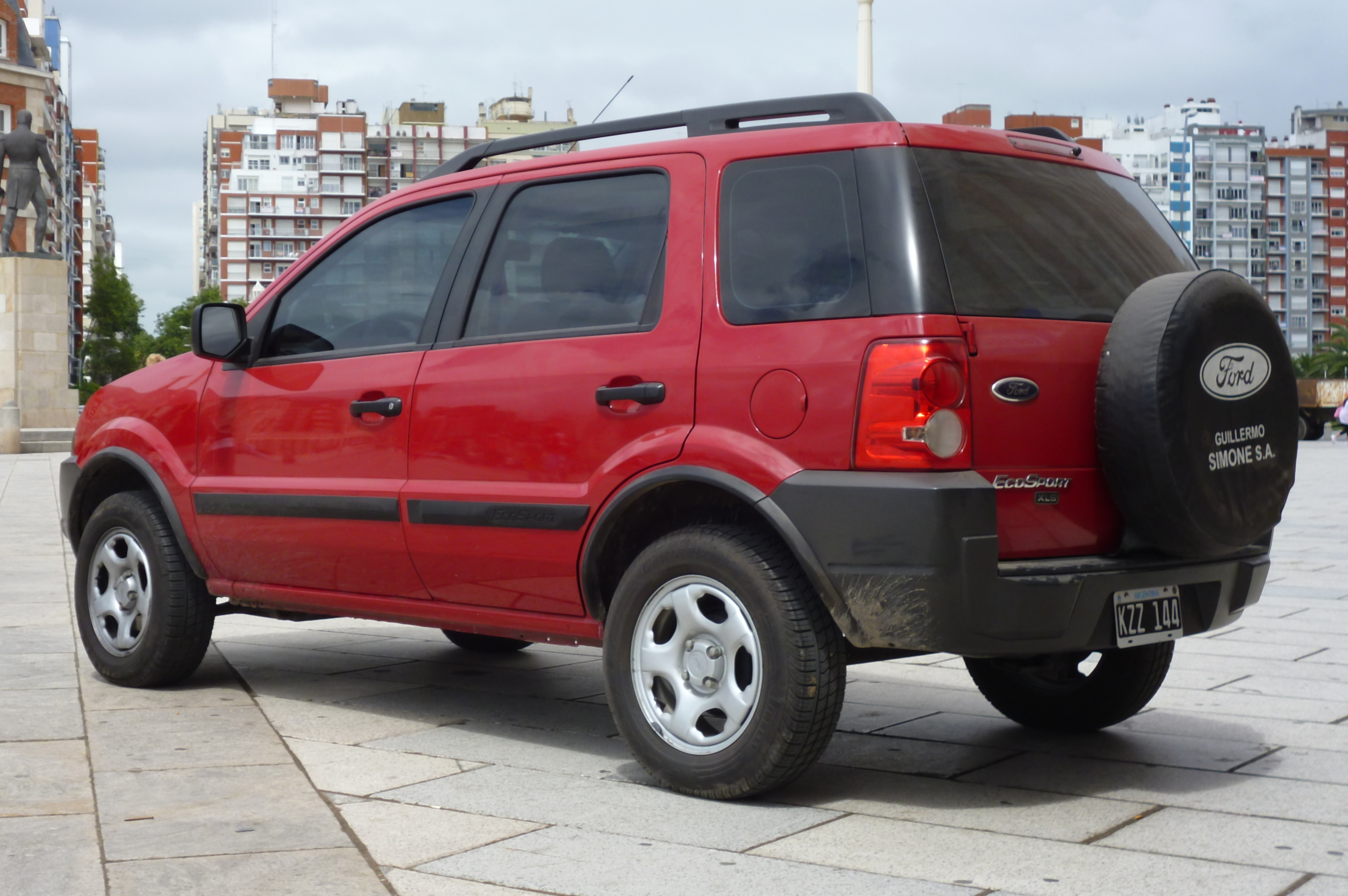
Prima generație (spate)

Dezvoltat pe baza cercetărilor efectuate cu consumatorii din Brazilia și America Latină, vehiculul a fost creat pentru Ford Brazilia. Designul a fost generat în Dearborn (Statele Unite), în timp ce corpul și ansamblul au fost proiectate în Anglia, Germania și Japonia. Productia a fost în Camaçari (Brazilia).
Toate modelele au avut tracțiune față ca dotare standard și transmisia manuală. Motorul de doi litri era disponibil cu o transmisie automată cu patru trepte și tracțiune integrală.
Ford EcoSport dezvoltat de Ford America de Sud din 2003 până în 2012 a comercializat peste 700.000 de unități.
La sfârșitul anului 2007, Ecosport a primit o variantă de facelift. Partea frontală a fost redesenată cu bara de protecție mai robustă și gurile de aer mai mari. Farurile și stopurile sunt reproiectate.

## A doua generație (BK; 2012)

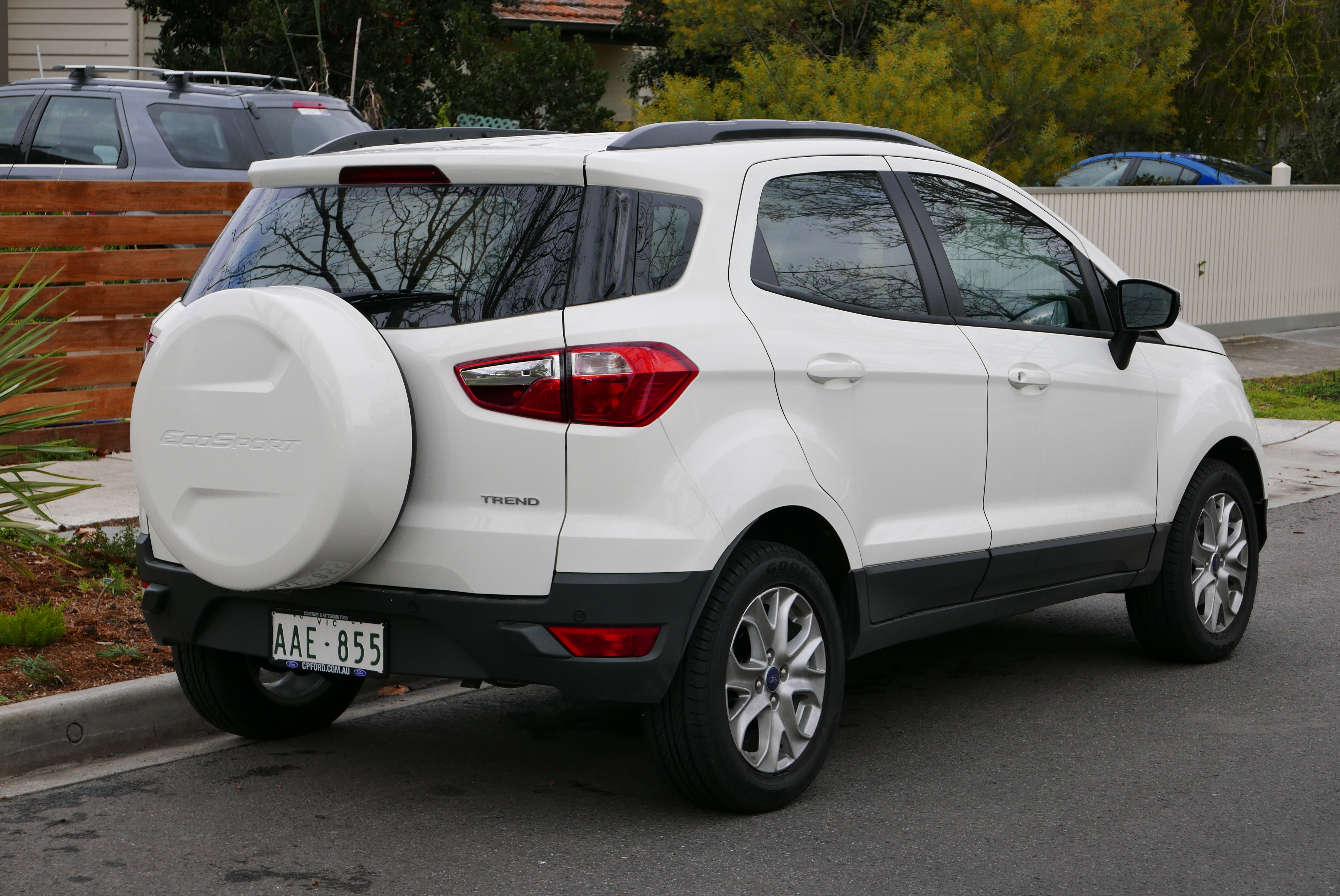
Pre-facelift Ford EcoSport Trend (Australia)

A doua generație de EcoSport a fost dezvoltată în proces global a produselor Ford. Pe 4 ianuarie 2012 a fost prezentat la New Delhi Auto Expo 2012 în India.
Mașina a fost lansată în Brazilia pe 14 iulie 2012.
Pe 25 februarie 2013 Ford a prezentat versiunea europeană a EcoSport la  Mobile World Congres în Barcelona.
EcoSport este echipat cu sistemul de conectivitate Ford SYNC, inclusiv cu activare vocală și cu SYNC Emergency Assistance. Este unul dintre primele vehicule Ford din Europa care oferă sistemul SYNC AppLink ce permite controlarea vocală smartphone-ului.
Sistemele de siguranță includ ABS, sistem electronic de stabilizare (ESP), servo direcție electrica (APE) și sistem asistență la pornirea în rampă.

### Facelift 2017
În 2017, EcoSport a primit un restyling, care a fost anunțat la Salonul Auto LA 2016, având un design frontal revizuit și o bară de protecție spate reproiectată. Tabloul de bord are opțional un sistem de infotainment cu ecran tactil de 8 inchi care acceptă atât Apple CarPlay, cât și Android Auto.

### Facelift 2021
EcoSport urma să primească un facelift pentru piața indiană, dar a fost anulat brusc, deoarece uzina din Sanand se va închide în al patrulea trimestru al anului 2021 împreună cu uzina din Chennai în a doua jumătate a anului 2022. Ca urmare, a fost emisă o oprire a producției EcoSport prin Ford din India. În plus, toate modelele care urmau să fie exportate în Argentina, Mexic, Canada și SUA au fost, de asemenea, anulate. Însă, EcoSport va fi vândut în continuare în Europa, fiind construit la uzina din Craiova, România. Producția în India a fost reluată pe 24 septembrie 2021 pentru încă 2 ani.

## Legături externe
- Official Brazilian Ford EcoSport website pt
- Official Mexican Ford EcoSport website es
- Ford Ecosport India Official Page Arhivat în 28 ianuarie 2012, la Wayback Machine.
- Ford Ecosport Australia - Official website Arhivat în 6 februarie 2015, la Wayback Machine.
- Ford Ecosport UK - Official website
- Ford Ecosport Russia - Official website Arhivat în 18 ianuarie 2015, la Wayback Machine. ru